# Svjetsko prvenstvo u atletici 1999.
7. Svjetsko prvenstvo u atletici održano je od 20. kolovoza do 29. kolovoza 1999. godine u španjolskom gradu Sevilli.

## Tablica medalja
| Mjesto | Država                 | Zlato | Srebro | Bronca | Ukupno |
| ------ | ---------------------- | ----- | ------ | ------ | ------ |
| 1.     | SAD                    | 10    | 3      | 4      | 17     |
| 2.     | Rusija                 | 5     | 4      | 3      | 12     |
| 3.     | Njemačka               | 4     | 4      | 4      | 12     |
| 4.     | Grčka                  | 2     | 2      | 2      | 6      |
| 5.     | Maroko                 | 2     | 2      | 1      | 5      |
| 6.     | Kuba                   | 2     | 2      | 0      | 4      |
| 6.     | Italija                | 2     | 2      | 0      | 4      |
| 8.     | Španjolska             | 2     | 1      | 1      | 4      |
| 9.     | Etiopija               | 2     | 0      | 3      | 5      |
| 10.    | Rumunjska              | 2     | 0      | 2      | 4      |
| 11.    | Češka                  | 2     | 0      | 1      | 3      |
| 12.    | Ujedinjeno Kraljevstvo | 1     | 4      | 2      | 7      |
| 13.    | Kenija                 | 1     | 4      | 1      | 6      |
| 14.    | Francuska              | 1     | 2      | 0      | 3      |
| 15.    | Australija             | 1     | 1      | 2      | 4      |
| 15.    | Ukrajina               | 1     | 1      | 2      | 4      |
| 17.    | NR Kina                | 1     | 1      | 0      | 2      |
| 18.    | Bahami                 | 1     | 0      | 0      | 1      |
| 18.    | Danska                 | 1     | 0      | 0      | 1      |
| 18.    | Finska                 | 1     | 0      | 0      | 1      |
| 18.    | Sjeverna Koreja        | 1     | 0      | 0      | 1      |
| 18.    | Poljska                | 1     | 0      | 0      | 1      |
| 23.    | Jamajka                | 0     | 2      | 4      | 6      |
| 24.    | Brazil                 | 0     | 2      | 1      | 3      |
| 25.    | Kanada                 | 0     | 2      | 0      | 2      |
| 26.    | Japan                  | 0     | 1      | 1      | 2      |
| 26.    | Nigerija               | 0     | 1      | 1      | 2      |
| 26.    | JAR                    | 0     | 1      | 1      | 2      |
| 29     | Bugarska               | 0     | 1      | 0      | 1      |
| 29.    | Ekvador                | 0     | 1      | 0      | 1      |
| 29.    | Mađarska               | 0     | 1      | 0      | 1      |
| 29.    | Mozambik               | 0     | 1      | 0      | 1      |
| 33.    | Meksiko                | 0     | 0      | 2      | 2      |
| 34.    | Alžir                  | 0     | 0      | 1      | 1      |
| 34.    | Američka Samoa         | 0     | 0      | 1      | 1      |
| 34.    | Belgija                | 0     | 0      | 1      | 1      |
| 34.    | Izrael                 | 0     | 0      | 1      | 1      |
| 34.    | Norveška               | 0     | 0      | 1      | 1      |
| 34.    | Slovenija              | 0     | 0      | 1      | 1      |
| 34.    | Švedska                | 0     | 0      | 1      | 1      |
| 34.    | Švicarska              | 0     | 0      | 1      | 1      |
| 34.    | Sirija                 | 0     | 0      | 1      | 1      |

## Rezultati

### Trkačke discipline

#### 100 m
| Mjesto | Država                 | Atletičar               | Vrijeme   |
| ------ | ---------------------- | ----------------------- | --------- |
| 1.     | SAD                    | Maurice Greene          | 9,80 (KR) |
| 2.     | Kanada                 | Bruny Surin             | 9,84 (NR) |
| 3.     | Ujedinjeno Kraljevstvo | Dwain Chambers          | 9,97      |
| 4.     | Barbados               | Obadele Thompson        | 10,00     |
| 5.     | SAD                    | Tim Harden              | 10,02     |
| 6.     | SAD                    | Tim Montgomery          | 10,04     |
| 7.     | Ujedinjeno Kraljevstvo | Jason Gardener          | 10,07     |
| 8.     | Kajmanski Otoci        | Kareem Streete-Thompson | 10,24     |

| Mjesto | Država    | Atletičarka          | Vrijeme    |
| ------ | --------- | -------------------- | ---------- |
| 1.     | SAD       | Marion Jones         | 10,70 (KR) |
| 2.     | SAD       | Inger Miller         | 10,79      |
| 3.     | Grčka     | Ekateríni Thánou     | 10,84      |
| 4.     | Ukrajina  | Zjanna Pintoesevitsj | 10,95      |
| 5.     | SAD       | Gail Devers          | 10,95      |
| 6.     | Francuska | Christine Arron      | 10,97      |
| 7.     | Bahami    | Chandra Sturrup      | 11,06      |
| 8.     | Nigerija  | Mercy Nku            | 11,16      |

#### 200 m
| Mjesto | Država                 | Atletičar                  | Vrijeme |
| ------ | ---------------------- | -------------------------- | ------- |
| 1.     | SAD                    | Maurice Greene             | 19,90   |
| 2.     | Brazil                 | Claudinei Quirino Da Silva | 20,00   |
| 3.     | Nigerija               | Francis Obikwelu           | 20,11   |
| 4.     | Barbados               | Obadele Thompson           | 20,23   |
| 5.     | Poljska                | Marcin Urbaś               | 20,30   |
| 6.     | SAD                    | Kevin Little               | 20,37   |
| 7.     | Ujedinjeno Kraljevstvo | Julian Golding             | 20,48   |
| 8.     | Namibija               | Frankie Fredericks         | DNS     |

| Mjesto | Država     | Atletičar        | Vrijeme |
| ------ | ---------- | ---------------- | ------- |
| 1.     | SAD        | Inger Miller     | 21,77   |
| 2.     | Jamajka    | Beverly McDonald | 22,22   |
| 3.     | Jamajka    | Merlene Frazer   | 22,26   |
| 3.     | Njemačka   | Andrea Philipp   | 22,26   |
| 5.     | Bahami     | Debbie Ferguson  | 22,28   |
| 6.     | Nigerija   | Fatima Yusuf     | 22,42   |
| 7.     | Australija | Lauren Hewitt    | 22,53   |
| 8.     | Jamajka    | Juliet Campbell  | 22,64   |

#### 400 m
| Mjesto | Država                 | Atletičar               | Vrijeme    |
| ------ | ---------------------- | ----------------------- | ---------- |
| 1.     | SAD                    | Michael Johnson         | 43,18 (WR) |
| 2.     | Brazil                 | Sanderlei Claro Parrela | 44,29 (AM) |
| 3.     | Meksiko                | Alejandro Cárdenas      | 44,31 (NR) |
| 4.     | SAD                    | Antonio Pettigrew       | 44,54      |
| 5.     | Ujedinjeno Kraljevstvo | Mark Richardson         | 44,65      |
| 6.     | Jamajka                | Gregory Haughton        | 45,07      |
| 7.     | Ujedinjeno Kraljevstvo | Jamie Baulch            | 45,18      |
| 8.     | SAD                    | Jerome Young            | DSQ        |

| Mjesto | Država                 | Atletičarka      | Vrijeme |
| ------ | ---------------------- | ---------------- | ------- |
| 1.     | Australija             | Cathy Freeman    | 49,67   |
| 2.     | Njemačka               | Anja Rücker      | 49,74   |
| 3.     | Jamajka                | Lorraine Graham  | 49,92   |
| 4.     | Nigerija               | Falilat Ogunkoya | 50,03   |
| 5.     | Ujedinjeno Kraljevstvo | Katharine Merry  | 50,52   |
| 6.     | Rusija                 | Natalja Nazarova | 50,61   |
| 7.     | Njemačka               | Grit Breuer      | 50,67   |
| 8.     | Rusija                 | Olga Kotljarova  | 50,72   |

#### 800 m
| Mjesto | Država   | Atletičar          | Vrijeme |
| ------ | -------- | ------------------ | ------- |
| 1.     | Danska   | Wilson Kipketer    | 1.43,30 |
| 2.     | JAR      | Hezekiel Sepeng    | 1.43,32 |
| 3.     | Alžir    | Djabir Saïd-Guerni | 1.44,18 |
| 4.     | Kuba     | Norberto Téllez    | 1.45,03 |
| 5.     | Kenija   | Japheth Kimutai    | 1.45,18 |
| 6.     | Italija  | Andrea Longo       | 1.45,33 |
| 7.     | Kenija   | Kennedy Kimwetich  | 1.46,27 |
| 8.     | Njemačka | Nils Schumann      | 1.46,79 |

| Mjesto | Država      | Atletičarka         | Vrijeme |
| ------ | ----------- | ------------------- | ------- |
| 1.     | Češka       | Ludmila Formanová   | 1.56,68 |
| 2.     | Mozambik    | Maria Mutola        | 1.56,72 |
| 3.     | Rusija      | Svetlana Masterkova | 1.56,93 |
| 4.     | SAD         | Jearl Miles-Clark   | 1.57,40 |
| 5.     | Rusija      | Natalja Tsyganova   | 1.57,81 |
| 6.     | Rusija      | Natalja Gorelova    | 1.57,90 |
| 7.     | Austrija    | Stephanie Graf      | 1.57,92 |
| 8.     | Bjelorusija | Natalja Dukhnova    | 1.58,69 |

#### 1 500 m
| Mjesto | Država     | Atletičar          | Vrijeme      |
| ------ | ---------- | ------------------ | ------------ |
| 1.     | Maroko     | Hicham El Guerrouj | 3.27,65 (KR) |
| 2.     | Kenija     | Noah Ngeny         | 3.28,73 (NR) |
| 3.     | Španjolska | Reyes Estévez      | 3.30,57      |
| 4.     | Španjolska | Fermín Cacho       | 3.31,34      |
| 5.     | Španjolska | Andrés Díaz        | 3.31,83      |
| 6.     | Kenija     | Laban Rotich       | 3.33,32      |
| 7.     | Kenija     | David Lelei        | 3.33,82      |
| 8.     | Francuska  | Driss Maazouzi     | 3.34,02      |

| Mjesto | Država     | Atletičarka            | Vrijeme |
| ------ | ---------- | ---------------------- | ------- |
| 1.     | Rusija     | Svetlana Masterkova    | 3.59,53 |
| 2.     | SAD        | Regina Jacobs          | 4.00,35 |
| 3.     | Etiopija   | Kutre Dulecha          | 4.00,96 |
| 4.     | Rumunjska  | Violeta Beclea-Szekely | 4.00,98 |
| 5.     | Portugal   | Carla Sacramento       | 4.01,29 |
| 6.     | Rumunjska  | Elena Buhaianu         | 4.04,27 |
| 7.     | Poljska    | Anna Jakubczak         | 4.04,40 |
| 8.     | Španjolska | Ana Amelia Menéndez    | 4.04,72 |

#### 5 000 m
| Mjesto | Država   | Atletičar        | Vrijeme       |
| ------ | -------- | ---------------- | ------------- |
| 1.     | Maroko   | Salah Hissou     | 12.58,13 (KR) |
| 2.     | Kenija   | Benjamin Limo    | 12.58,72      |
| 3.     | Belgija  | Mohammed Mourhit | 12.58,80      |
| 4.     | Maroko   | Brahim Lahlafi   | 12.59,09      |
| 5.     | Kenija   | Daniel Komen     | 13.04,71      |
| 6.     | Etiopija | Fita Bayissa     | 13.13,86      |
| 7.     | Etiopija | Hailu Mekonnen   | 13.18,97      |
| 8.     | Etiopija | Millon Wolde     | 13.20,81      |

| Mjesto | Država     | Atletičarka                      | Vrijeme       |
| ------ | ---------- | -------------------------------- | ------------- |
| 1.     | Rumunjska  | Gabriela Szabó                   | 14.41,82 (KR) |
| 2.     | Maroko     | Zahra Ouaziz                     | 14.43,15      |
| 3.     | Etiopija   | Ayelech Worku                    | 14.44,22      |
| 4.     | Njemačka   | Irina Mikitenko                  | 14.50,17 (NR) |
| 5.     | Turska     | Yelena-Ebru Kopytova-Kavaklioglu | 14.51,69 (NR) |
| 6.     | Španjolska | Julia Vaquero                    | 14.56,00      |
| 7.     | Rusija     | Mariya Pantyukhova               | 14.58,60      |
| 8.     | Francuska  | Yamna Oubouhou-Belkacem          | 15.03,47 (NR) |

#### 10 000 m
| Mjesto | Država     | Atletičar          | Vrijeme  |
| ------ | ---------- | ------------------ | -------- |
| 1.     | Etiopija   | Haile Gebrselassie | 27.57,27 |
| 2.     | Kenija     | Paul Tergat        | 27.58,56 |
| 3.     | Etiopija   | Assefa Mezgebu     | 27.59,15 |
| 4.     | Etiopija   | Girma Tolla        | 28.02,08 |
| 5.     | Portugal   | António Pinto      | 28.03,42 |
| 6.     | Etiopija   | Habte Jifar        | 28.08,82 |
| 7.     | Kenija     | Benjamin Maiyo     | 28.14,98 |
| 8.     | Nizozemska | Kamiel Maase       | 28.15,58 |

| Mjesto | Država                 | Atletičarka      | Vrijeme       |
| ------ | ---------------------- | ---------------- | ------------- |
| 1.     | Etiopija               | Gete Wami        | 30.24,56 (KR) |
| 2.     | Ujedinjeno Kraljevstvo | Paula Radcliffe  | 30.27,13 (NR) |
| 3.     | Kenija                 | Tegla Loroupe    | 30.32,03 (NR) |
| 4.     | Japan                  | Harumi Hiroyama  | 31.26,84      |
| 5.     | Japan                  | Chiemi Takahashi | 31.27,62      |
| 6.     | Etiopija               | Merima Hashim    | 31.32,06      |
| 7.     | Etiopija               | Berhane Adere    | 31.32,51      |
| 8.     | Španjolska             | Teresa Recio     | 31.43,80      |

#### Maraton
| Mjesto | Država     | Atletičar       | Vrijeme |
| ------ | ---------- | --------------- | ------- |
| 1.     | Španjolska | Abel Antón      | 2:13.36 |
| 2.     | Italija    | Vincenzo Modica | 2:14.03 |
| 3.     | Japan      | Nobuyuki Sato   | 2:14.07 |
| 4.     | Portugal   | Luis Novo       | 2:14.27 |
| 5.     | Italija    | Danilo Goffi    | 2:14.50 |
| 6.     | Japan      | Atsushi Fujita  | 2:15.45 |
| 7.     | Japan      | Koji Shimizu    | 2:15.50 |
| 8.     | Španjolska | Martín Fiz      | 2:16.17 |

| Mjesto | Država          | Atletičarka            | Vrijeme      |
| ------ | --------------- | ---------------------- | ------------ |
| 1.     | Sjeverna Koreja | Jong Song-ok           | 2:26.59 (NR) |
| 2.     | Japan           | Ari Ichihashi          | 2:27.02      |
| 3.     | Rumunjska       | Lidia Slavuteanu-Simon | 2:27.41      |
| 4.     | Etiopija        | Fatuma Roba            | 2:28.04      |
| 5.     | Etiopija        | Elfenesh Alemu         | 2:28.52      |
| 6.     | Njemačka        | Sonja Krolik           | 2:28.55      |
| 7.     | Portugal        | Maria Machado          | 2:29.11      |
| 8.     | Japan           | Kayoko Obata           | 2:29.11      |

#### 20 km brzo hodanje
| Mjesto | Država     | Atletičar              | Vrijeme |
| ------ | ---------- | ---------------------- | ------- |
| 1.     | Rusija     | Ilja Markov            | 1:23.34 |
| 2.     | Ekvador    | Jefferson Pérez        | 1:24.19 |
| 3.     | Meksiko    | Daniel García          | 1:24.31 |
| 4.     | NR Kina    | Zewen Li               | 1:24.43 |
| 5.     | Italija    | Alessandro Gandellini  | 1:24.51 |
| 6.     | Slovačka   | Igor Kollár            | 1:25.15 |
| 7.     | Australija | Nathan Deakes          | 1:25.26 |
| 8.     | Italija    | Giovanni De Benedictis | 1:25.33 |

| Mjesto | Država     | Atletičarka       | Vrijeme |
| ------ | ---------- | ----------------- | ------- |
| 1.     | NR Kina    | Hongyu Liu        | 1:30.50 |
| 2.     | NR Kina    | Wang Yan          | 1:30.52 |
| 3.     | Australija | Kerry Saxby-Junna | 1:31.18 |
| 4.     | Portugal   | Susana Feitor     | 1:31.23 |
| 5.     | Poljska    | Katarzyna Radtke  | 1:31.34 |
| 6.     | Italija    | Erica Alfridi     | 1:32.04 |
| 7.     | Australija | Jane Saville      | 1:32.13 |
| 8.     | Kazahstan  | Maya Sazonova     | 1:32.19 |

#### 50 km brzo hodanje
| Mjesto | Država      | Atletičar         | Vrijeme |
| ------ | ----------- | ----------------- | ------- |
| 1.     | Italija     | Ivano Brugnetti   | 3:47.54 |
| 2.     | Rusija      | Nikolay Matyukhin | 3:48.18 |
| 3.     | SAD         | Curt Clausen      | 3:50.55 |
| 4.     | Španjolska  | Valentí Massana   | 3:51.55 |
| 5.     | Njemačka    | Robert Ihly       | 3:53.47 |
| 6.     | Italija     | Arturo Di Mezza   | 3:53.50 |
| 7.     | Novi Zeland | Craig Barrett     | 3:54.38 |
| 8.     | NR Kina     | Yongjian Yang     | 3:55.23 |

#### 110 m / 100 m s preponama
| Mjesto | Država                 | Atletičar           | Vrijeme    |
| ------ | ---------------------- | ------------------- | ---------- |
| 1.     | Ujedinjeno Kraljevstvo | Colin Jackson       | 13,04      |
| 2.     | Kuba                   | Anier García        | 13,07 (NR) |
| 3.     | SAD                    | Duane Ross          | 13,12      |
| 4.     | SAD                    | Tony Dees           | 13,22      |
| 5.     | Njemačka               | Falk Balzer         | 13,26      |
| 6.     | Kuba                   | Yoel Hernández      | 13,30      |
| 7.     | Njemačka               | Florian Schwarthoff | 13,39      |
| 8.     | Belgija                | Jonathan N'Senga    | 13,54      |

| Mjesto | Država    | Atletičarka            | Vrijeme    |
| ------ | --------- | ---------------------- | ---------- |
| 1.     | SAD       | Gail Devers            | 12,37      |
| 2.     | Nigerija  | Glory Alozie           | 12,44 (AF) |
| 3.     | Švedska   | Ludmila Engquist       | 12,47 (NR) |
| 4.     | Kazahstan | Olga Shishigina        | 12,51      |
| 5.     | Bugarska  | Svetla Dimitrova       | 12,75      |
| 6.     | Jamajka   | Dionne Rose            | 12,80      |
| 7.     | Jamajka   | Delloreen Ennis-London | 12,87      |
| 8.     | Francuska | Patricia Girard        | 12,97      |

#### 400 m s preponama
| Mjesto | Država    | Atletičar                | Vrijeme    |
| ------ | --------- | ------------------------ | ---------- |
| 1.     | Italija   | Fabrizio Mori            | 47,72      |
| 2.     | Francuska | Stéphane Diagana         | 48,12      |
| 3.     | Švicarska | Marcel Schelbert         | 48,13 (NR) |
| 4.     | Brazil    | Eronilde Nunes de Araujo | 48,13      |
| 5.     | Poljska   | Pawel Januszewski        | 48,19      |
| 6.     | SAD       | Joey Woody               | 48,77      |
| 7.     | Jamajka   | Dinsdale Morgan          | 48,92      |
| 8.     | SAD       | Torrance Zellner         | 49,06      |

| Mjesto | Država   | Atletičarka                   | Vrijeme    |
| ------ | -------- | ----------------------------- | ---------- |
| 1.     | Kuba     | Daimí Pernia                  | 52,89      |
| 2.     | Maroko   | Nezha Bidouane                | 52,90 (AF) |
| 3.     | Jamajka  | Deon Hemmings                 | 53,16      |
| 4.     | Barbados | Andrea Blackett               | 53,36 (NR) |
| 5.     | SAD      | Sandra Cummings-Glover        | 53,65      |
| 6.     | SAD      | Michelle Johnson              | 54,23      |
| 7.     | Ukrajina | Tetjana Teresjtsjoek-Antipova | 54,33      |
| 8.     | Jamajka  | Debbie-Ann Parris             | 56,24      |

#### 3 000 m s preponama
| Mjesto | Država     | Atletičar            | Vrijeme |
| ------ | ---------- | -------------------- | ------- |
| 1.     | Kenija     | Christopher Koskei   | 8.11,76 |
| 2.     | Kenija     | Wilson Boit Kipketer | 8.12,09 |
| 3.     | Maroko     | Ali Ezzine           | 8.12,73 |
| 4.     | Njemačka   | Damian Kallabis      | 8.13,11 |
| 5.     | Kenija     | Bernard Barmasai     | 8.13,51 |
| 6.     | Španjolska | Eliseo Martín        | 8.16,09 |
| 7.     | Kenija     | Paul Kosgei          | 8.17,55 |
| 8.     | Rumunjska  | Florin Ionescu       | 8.18,17 |

#### 4x100 m štafeta
| Mjesto | Država                 | Atletičari                                                                                            | Vrijeme    |
| ------ | ---------------------- | --- | ---------- |
| 1.     | SAD                    | Jon Drummond Tim Montgomery Brian Lewis Maurice Greene                                                | 37,59      |
| 2.     | Ujedinjeno Kraljevstvo | Jason Gardener Darren Campbell Marlon Devonish Dwain Chambers                                         | 37,73 (ER) |
| 3.     | Brazil                 | Raphael Raymundo de Oliveira Claudinei Quirino da Silva Edson Luciano Ribeiro André Domingos Da Silva | 38,05 (AM) |
| 4.     | Kuba                   | Alfredo García-Baró Iván García Luis Alberto Pérez-Rionda Yoel Hernández                              | 38,63      |
| 5.     | Poljska                | Marcin Krzywanski Marcin Urbaś Piotr Balcerzak Marcin Nowak                                           | 38,70      |
| 6.     | JAR                    | Morne Nagel Marcus La Grange Lee-Roy Newton Matthew Quinn                                             | 38,74 (NR) |
| 7.     | Mađarska               | Viktor Kovács Gábor Dobos Roland Németh Zsolt Szeglet                                                 | 38,83      |
| 8.     | Nigerija               | Innocent Asonze Francis Obikwelu Daniel Effiong Deji Aliu                                             | DSQ        |

| Mjesto | Država                 | Atletičarke                                                            | Vrijeme    |
| ------ | ---------------------- | ---------------------------------------------------------------------- | ---------- |
| 1.     | Bahami                 | Sevatheda Fynes Chandra Sturrup Pauline Davis-Thompson Debbie Ferguson | 41,92      |
| 2.     | Francuska              | Patricia Girard Muriel Hurtis-Houairi Katia Benth Christine Arron      | 42,06 (NR) |
| 3.     | Jamajka                | Aleen Bailey Merlene Frazer Beverly McDonald Peta-Gaye Dowdie          | 42,15      |
| 4.     | SAD                    | Cheryl Taplin Nanceen Perry Inger Miller Gail Devers                   | 42,30      |
| 5.     | Njemačka               | Andrea Philipp Gabi Rockmeier Esther Möller Marion Wagner              | 42,63      |
| 6.     | Kanada                 | Angela Bailey Philomina Mensah Tarama Perry Martha Adusei              | 43,39      |
| 7.     | Poljska                | Zuzanna Radecka Irena Sznajder Monika Borejza Joanna Nielacna          | 43,51      |
| 8.     | Ujedinjeno Kraljevstvo | Marcia Richardson Shani Anderson Christine Bloomfield Joice Maduaka    | 43,52      |

#### 4x400 m štafeta
| Mjesto | Država    | Atletičari                                                             | Vrijeme      |
| ------ | --------- | ---------------------------------------------------------------------- | ------------ |
| 1.     | SAD       | Jerome Davis Antonio Pettigrew Angelo Taylor Michael Johnson           | 2.56,45      |
| 2.     | Poljska   | Tomasz Czubak Robert Maćkowiak Jacek Bocian Piotr Haczek               | 2.58,91      |
| 3.     | Jamajka   | Michael McDonald Gregory Haughton Danny McFarlane Davian Clarke        | 2.59,34      |
| 4.     | JAR       | Jopie Van Oudtshoorn Hendrik Mokganyetsi Adriaan Botha Arnaud Malherbe | 3.00,20 (NR) |
| 5.     | Francuska | Pierre-Marie Hilaire Marc Foucan Marc Raquil Fred Mango                | 3.00,59      |
| 6.     | Rusija    | Daniil Schekin Andrei Semenov Valentin Kulbatskiy Dmitri Golowastow    | 3.00,98      |
| 7.     | Bahami    | Timothy Munnings Troy McIntosh Carl Oliver Chris Brown                 | 3.02,74      |
| 8.     | Senegal   | Ousmane Niang Assane Diallo Ibou Faye Ibrahima Wade                    | 3.03,80      |

| Mjesto | Država     | Atletičarke                                                              | Vrijeme |
| ------ | ---------- | ------------------------------------------------------------------------ | ------- |
| 1.     | Rusija     | Tatyana Chebykina Svetlana Goncharenko Olga Kotljarova Natalja Nazarova  | 3.21,98 |
| 2.     | SAD        | Suziann Reid Maicel Malone-Wallace Michele Collins Jearl Miles-Clark     | 3.22,09 |
| 3.     | Njemačka   | Anke Feller Uta Rohländer Anja Rücker Grit Breuer                        | 3.22,43 |
| 4.     | Češka      | Jitka Burianová Hana Benešová Ludmila Formanová Helena Dziurová-Fuchsová | 3.23,82 |
| 5.     | Jamajka    | Beverly Grant Lorraine Graham Claudine Williams Deon Hemmings            | 3.24,83 |
| 6.     | Australija | Tania van Heer Lee Naylor Susan Andrews Cathy Freeman                    | 3.28,04 |
| 7.     | Kuba       | Julia Duporty Zulia Calatayud Yupalis Diaz Idalmis Bonne                 | 3.29,19 |
| 8.     | Italija    | Virna De Angeli Patrizia Spuri Francesca Carbone Monika Niederstätter    | 3.29,56 |

### Skakačke discipline

#### Skok u vis
| Mjesto | Država       | Atletičar          | Visina      |
| ------ | ------------ | ------------------ | ----------- |
| 1.     | Rusija       | Vjatsjelav Voronin | 2,37 m      |
| 2.     | Kanada       | Mark Boswell       | 2,35 m (NR) |
| 3.     | Njemačka     | Martin Buss        | 2,32 m      |
| 4.     | Jugoslavija  | Dragutin Topic     | 2,32 m      |
| 5.     | Švedska      | Staffan Strand     | 2,29 m      |
| 6.     | Kanada       | Kwaku Boateng      | 2,29 m      |
| 6.     | Južna Koreja | Jin-Taek Lee       | 2,29 m      |
| 8.     | SAD          | Charles Austin     | 2,29 m      |
| 8.     | Irska        | Brendan Reilly     | 2,29 m (NR) |

| Mjesto | Država    | Atletičarka                 | Visina |
| ------ | --------- | --------------------------- | ------ |
| 1.     | Ukrajina  | Inha Babakova               | 1,99 m |
| 2.     | Rusija    | Jelena Jelesina             | 1,99 m |
| 3.     | Rusija    | Svetlana Lapina             | 1,99 m |
| 4.     | SAD       | Tisha Waller                | 1,96 m |
| 4.     | Švedska   | Kajsa Bergqvist             | 1,96 m |
| 4.     | Češka     | Zuzana Kováciková-Hlavonova | 1,96 m |
| 7.     | Ukrajina  | Vita Stopina                | 1,96 m |
| 8.     | Kazahstan | Svetlana Zalevskaya         | 1,93 m |

#### Skok u dalj
| Mjesto | Država     | Atletičar      | Duljina     |
| ------ | ---------- | -------------- | ----------- |
| 1.     | Kuba       | Iván Pedroso   | 8,56 m      |
| 2.     | Španjolska | Yago Lamela    | 8,40 m      |
| 3.     | Slovenija  | Gregor Cankar  | 8,36 m      |
| 4.     | Australija | Jai Taurima    | 8,35 m (OC) |
| 5.     | Australija | Shane Hair     | 8,24 m      |
| 6.     | NR Kina    | Le Huang       | 8,01 m      |
| 7.     | SAD        | Kevin Dilworth | 8,00 m      |
| 8.     | Maroko     | Younés Moudrik | 7,99 m      |

| Mjesto | Država                 | Atletičarka      | Duljina     |
| ------ | ---------------------- | ---------------- | ----------- |
| 1.     | Španjolska             | Niurka Montalvo  | 7,06 m (NR) |
| 2.     | Italija                | Fiona May        | 6,94 m      |
| 3.     | SAD                    | Marion Jones     | 6,83 m      |
| 4.     | Rusija                 | Lyudmila Galkina | 6,82 m      |
| 5.     | Ujedinjeno Kraljevstvo | Joanne Wise      | 6,75 m      |
| 6.     | SAD                    | Dawn Burrell     | 6,74 m      |
| 7.     | Njemačka               | Susen Tiedtke    | 6,68 m      |
| 8.     | Brazil                 | Maurren Maggi    | 6,68 m      |

#### Skok s motkom
| Mjesto | Država     | Atletičar           | Visina      |
| ------ | ---------- | ------------------- | ----------- |
| 1.     | Rusija     | Maksim Tarasov      | 6,02 m (KR) |
| 2.     | Australija | Dmitriy Markov      | 5,90 m      |
| 3.     | Izrael     | Aleksandr Averboech | 5,80 m (NR) |
| 4.     | Njemačka   | Danny Ecker         | 5,70 m      |
| 4.     | SAD        | Nick Hysong         | 5,70 m      |
| 6.     | Njemačka   | Tim Lobinger        | 5,70 m      |
| 7.     | Njemačka   | Michael Stolle      | 5,70 m      |
| 7.     | Kazahstan  | Igor Potapovich     | 5,70 m      |

| Mjesto | Država     | Atletičarka           | Visina      |
| ------ | ---------- | --------------------- | ----------- |
| 1.     | SAD        | Stacy Dragila         | 4,60 m (WR) |
| 2.     | Ukrajina   | Anzjela Balakhonova   | 4,55 m (ER) |
| 3.     | Australija | Tatiana Grigorieva    | 4,45 m      |
| 4.     | Mađarska   | Zsuzsanna Szabó       | 4,40 m (NR) |
| 5.     | Njemačka   | Nicole Rieger-Humbert | 4,40 m      |
| 6.     | Češka      | Pavla Hamácková       | 4,40 m      |
| 6.     | Češka      | Daniela Bártová       | 4,40 m      |
| 8.     | Rusija     | Yelena Belyakova      | 4,35 m      |

#### Troskok
| Mjesto | Država                 | Atletičar          | Duljina      |
| ------ | ---------------------- | ------------------ | ------------ |
| 1.     | Njemačka               | Charles Friedek    | 17,59 m      |
| 2.     | Bugarska               | Rostislav Dimitrov | 17,49 m      |
| 3.     | Ujedinjeno Kraljevstvo | Jonathan Edwards   | 17,48 m      |
| 4.     | Australija             | Andrew Murphy      | 17,32 m      |
| 5.     | Italija                | Paolo Camossi      | 17,29 m (NR) |
| 6.     | SAD                    | LaMark Carter      | 17,10 m      |
| 7.     | Francuska              | Jerome Romain      | 17,10 m      |
| 8.     | Češka                  | Jirí Kuntoš        | 17,00 m      |

| Mjesto | Država    | Atletičarka            | Duljina |
| ------ | --------- | ---------------------- | ------- |
| 1.     | Grčka     | Paraskeví Tsiamíta     | 14,88 m |
| 2.     | Kuba      | Yamilé Aldama          | 14,61 m |
| 3.     | Grčka     | Ólga-Anastasía Vasdéki | 14,61 m |
| 4.     | Rusija    | Tatjana Lebedeva       | 14,55 m |
| 5.     | Bugarska  | Iva Prandzheva         | 14,54 m |
| 6.     | Češka     | Šárka Kašparkova       | 14,54 m |
| 7.     | Ukrajina  | Jelena Hovorova        | 14,47 m |
| 8.     | Rumunjska | Cristina Nicolau       | 14,38 m |

### Bacačke discipline

#### Bacanje koplja
| Mjesto | Država                 | Atletičar         | Duljina      |
| ------ | ---------------------- | ----------------- | ------------ |
| 1.     | Finska                 | Aki Parviainen    | 89,52 m      |
| 2.     | Grčka                  | Kostas Gatsioudis | 89,18 m      |
| 3.     | Češka                  | Jan Zelezny       | 87,67 m      |
| 4.     | Norveška               | Pål Arne Fagernes | 86,24 m (NR) |
| 5.     | Njemačka               | Raymond Hecht     | 85,92 m      |
| 6.     | Njemačka               | Boris Henry       | 85,43 m      |
| 7.     | Kuba                   | Emeterio González | 84,32 m (NR) |
| 8.     | Ujedinjeno Kraljevstvo | Steve Backley     | 83,84 m      |

| Mjesto | Država     | Atletičarka                  | Duljina      |
| ------ | ---------- | ---------------------------- | ------------ |
| 1.     | Grčka      | Mirela Manjani-Tzelili       | 67,09 m      |
| 2.     | Rusija     | Tatyana Shikolenko           | 66,37 m      |
| 3.     | Norveška   | Trine Solberg-Hattestad      | 66,06 m      |
| 4.     | Kuba       | Osleidys Menéndez            | 64,61 m      |
| 5.     | Australija | Louise McPaul-Currey         | 64,38 m      |
| 6.     | Kuba       | Sonia Bicet Poll             | 63,52 m      |
| 7.     | NR Kina    | Jianhua Wei                  | 62,97 m (AS) |
| 8.     | Rusija     | Oksana Ovchinnikova-Makarova | 62,67 m      |

#### Bacanje diska
| Mjesto | Država      | Atletičar              | Duljina      |
| ------ | ----------- | ---------------------- | ------------ |
| 1.     | SAD         | Anthony Washington     | 69,08 m (KR) |
| 2.     | Njemačka    | Jürgen Schult          | 68,18 m      |
| 3.     | Njemačka    | Lars Riedel            | 68,09 m      |
| 4.     | Litva       | Virgilijus Alekna      | 67,53 m      |
| 5.     | Litva       | Vaclavas Kidykas       | 65,05 m      |
| 6.     | Njemačka    | Michael Möllenbeck     | 64,90 m      |
| 7.     | Bjelorusija | Vladimir Dubrovshchik  | 64,00 m      |
| 8.     | Rusija      | Aleksandr Borichevskiy | 63,59 m      |

| Mjesto | Država      | Atletičarka         | Duljina |
| ------ | ----------- | ------------------- | ------- |
| 1.     | Njemačka    | Franka Dietzsch     | 68,14 m |
| 2.     | Grčka       | Anastasía Kelesídou | 66,05 m |
| 3.     | Rumunjska   | Nicoleta Grasu      | 65,35 m |
| 4.     | Rusija      | Natalja Sadova      | 64,98 m |
| 5.     | Novi Zeland | Beatrice Faumuina   | 64,62 m |
| 6.     | SAD         | Seilala Sua         | 63,73 m |
| 7.     | Ukrajina    | Jelena Antonova     | 63,61 m |
| 8.     | Grčka       | Stella Tsikoúna     | 63,43 m |

#### Bacanje kugle
| Mjesto | Država      | Atletičar         | Duljina |
| ------ | ----------- | ----------------- | ------- |
| 1.     | SAD         | C.J. Hunter       | 21,79 m |
| 2.     | Njemačka    | Oliver-Sven Buder | 21,42 m |
| 3.     | Ukrajina    | Aleksandr Bahatsj | 21,26 m |
| 4.     | SAD         | Andy Bloom        | 20,95 m |
| 5.     | Ukrajina    | Joeri Bilonoh     | 20,60 m |
| 6.     | Jugoslavija | Dragan Peric      | 20,35 m |
| 7.     | SAD         | John Godina       | 20,35 m |
| 8.     | Finska      | Ville Tiisanoja   | 19,93 m |

| Mjesto | Država      | Atletičarka                 | Duljina |
| ------ | ----------- | --------------------------- | ------- |
| 1.     | Njemačka    | Astrid Kumbernuss           | 19,85 m |
| 2.     | Njemačka    | Nadine Kleinert             | 19,61 m |
| 3.     | Rusija      | Svetlana Kriveljova         | 19,43 m |
| 4.     | Bjelorusija | Yanina Korolchik            | 19,17 m |
| 5.     | NR Kina     | Xiaoyan Cheng               | 18,67 m |
| 6.     | Kuba        | Yumileidi Cumbá             | 18,44 m |
| 7.     | Austrija    | Valentina Fedyushina        | 18,17 m |
| 8.     | Poljska     | Krystyna Danilczyk-Zabawska | 18,12 m |

#### Bacanje kladiva
| Mjesto | Država   | Atletičar             | Duljina |
| ------ | -------- | --------------------- | ------- |
| 1.     | Njemačka | Karsten Kobs          | 80,24 m |
| 2.     | Mađarska | Zsolt Németh          | 79,05 m |
| 3.     | Ukrajina | Vladislav Piskoenov   | 79,03 m |
| 4.     | Mađarska | Tibor Gécsek          | 78,95   |
| 5.     | Ukrajina | Andrej Skvaroek       | 78,80 m |
| 6.     | Grčka    | Chrístos Polychroníou | 78,31 m |
| 7.     | Italija  | Nicola Vizzoni        | 78,31 m |
| 8.     | Rusija   | Vadim Khersontsev     | 76,96 m |

| Mjesto | Država      | Atletičarka      | Duljina |
| ------ | ----------- | ---------------- | ------- |
| 1.     | Rumunjska   | Mihaela Melinte  | 75,20 m |
| 2.     | Rusija      | Olga Koezenkova  | 72,56 m |
| 3.     | Samoa       | Lisa Misipeka    | 66,06 m |
| 4.     | Mađarska    | Katalin Divós    | 65,86 m |
| 5.     | Australija  | Debbie Sosimenko | 65,52 m |
| 6.     | Bjelorusija | Lyudmila Gubkina | 65,44 m |
| 7.     | Njemačka    | Simone Mathes    | 64,93 m |
| 8.     | Njemačka    | Kirsten Münchow  | 64,03 m |

### Višeboj

#### Desetoboj / Sedmoboj
| Mjesto | Država                 | Atletičar         | Bodovi |
| ------ | ---------------------- | ----------------- | ------ |
| 1.     | Češka                  | Tomáš Dvořák      | 8744   |
| 2.     | Ujedinjeno Kraljevstvo | Dean Macey        | 8556   |
| 3.     | SAD                    | Chris Huffins     | 8547   |
| 4.     | Francuska              | Sébastien Levicq  | 8524   |
| 5.     | Rusija                 | Lev Lobodin       | 8494   |
| 6.     | Francuska              | Wilfrid Boulineau | 8154   |
| 7.     | Švedska                | Henrik Dagård     | 8150   |
| 8.     | SAD                    | Dan Steele        | 8130   |

| Mjesto | Država                 | Atletičarka          | Bodovi |
| ------ | ---------------------- | -------------------- | ------ |
| 1.     | Francuska              | Eunice Barber        | 6861   |
| 2.     | Ujedinjeno Kraljevstvo | Denise Lewis         | 6724   |
| 3.     | Sirija                 | Ghada Shouaa         | 6500   |
| 4.     | Njemačka               | Sabine Braun         | 6497   |
| 5.     | Finska                 | Tiia Hautala         | 6369   |
| 6.     | Njemačka               | Karin Specht-Ertl    | 6317   |
| 7.     | Poljska                | Urszula Wlodarczyk   | 6287   |
| 8.     | Litva                  | Remigija Nazaroviene | 6262   |

## Značenje kratica
- WR: Svjetski rekord
- KR: Rekord prvenstava
- NR: Nacionalni rekord
- ER: Europski rekord
- AF: Afrički rekord
- AS: Azijski rekord
- OC: Oceanijski rekord
- DSQ: Diskvalifikacija

## Vanjske poveznice
- Službene stranice prvenstva  Arhivirana inačica izvorne stranice od 21. ožujka 2014. (Wayback Machine)